# Sanchi
Sanchi o Sānchi es una ciudad y una panchayat en el distrito de Raisen, en el estado (pradesh) de Madhya, India.

## Patrimonio de la Humanidad
El conjunto de monumentos budistas de Sanchi están declarados Patrimonio de la Humanidad por la Unesco desde 1989.

### Gran estupa
La Gran estupa de Sanchi se construyó durante el reinado de Aśoka el Grande, el tercer y último emperador de la dinastía maurya. Fue el primer emperador de esta autocracia religiosa basada en el budismo.
Después de la muerte de Asóka le sucedió la dinastía de Andhras (Dinastía Satavájana), siendo llamada la producción artística de estas dos dinastías el Primer Clásico.
Su arquitectura está orientada según la cosmografía del Oeste asiático, siendo la estupa un diagrama del cosmos, representación visual de Buda. La construcción de la estupa estaba precedida de una ceremonia geomántica orientada por sacerdotes en la que, mediante el lanzamiento de puñados de arena en un plano, se veían mensajes divinos que orientaban su construcción.
Las proporciones son rigurosamente matemáticas y su función es la de un relicario, guardando piezas de valor religioso para la comunidad. Del cuadrado o del círculo de la base pasa a la cúpula o anda que simboliza el cielo de los dioses, el camino entre el cielo y la tierra. El conjunto está circundado por una cerca que se abre en puertas-arco, (toranas).